# Brachyhypopomus
Brachyhypopomus is een geslacht van vissensoort uit de familie van de Amerikaanse mesalen (Hypopomidae).

## Soorten
- Brachyhypopomus alberti Crampton, de Santana, Waddell & Lovejoy, 2017
- Brachyhypopomus arrayae Crampton, de Santana, Waddell & Lovejoy, 2017
- Brachyhypopomus batesi Crampton, de Santana, Waddell & Lovejoy, 2017
- Brachyhypopomus beebei (Schultz, 1944)
- Brachyhypopomus belindae Crampton, de Santana, Waddell & Lovejoy, 2017
- Brachyhypopomus benjamini Crampton, de Santana, Waddell & Lovejoy, 2017
- Brachyhypopomus bennetti Sullivan, Zuanon & Cox Fernandes, 2013
- Brachyhypopomus bombilla Loureiro & Silva, 2006
- Brachyhypopomus brevirostris (Steindachner, 1868)
- Brachyhypopomus bullocki Sullivan & Hopkins, 2009
- Brachyhypopomus cunia Crampton, de Santana, Waddell & Lovejoy, 2017
- Brachyhypopomus degy Dutra, Peixoto, Ochoa, Ohara, de Santana, Menezes & Datovo, 2021
- Brachyhypopomus diazi (Fernández-Yépez, 1972)
- Brachyhypopomus draco Giora, Malabarba & Crampton, 2008
- Brachyhypopomus flavipomus Crampton, de Santana, Waddell & Lovejoy, 2017
- Brachyhypopomus gauderio Giora & Malabarba, 2009
- Brachyhypopomus hamiltoni Crampton, de Santana, Waddell & Lovejoy, 2017
- Brachyhypopomus hendersoni Crampton, de Santana, Waddell & Lovejoy, 2017
- Brachyhypopomus janeiroensis (Costa & Campos-da-Paz, 1992)
- Brachyhypopomus jureiae Triques & Khamis, 2003
- Brachyhypopomus menezesi Crampton, de Santana, Waddell & Lovejoy, 2017
- Brachyhypopomus occidentalis (Regan, 1914)
- Brachyhypopomus palenque Crampton, de Santana, Waddell & Lovejoy, 2017
- Brachyhypopomus pinnicaudatus (Hopkins, 1991)
- Brachyhypopomus provenzanoi Crampton, de Santana, Waddell & Lovejoy, 2017
- Brachyhypopomus regani Crampton, de Santana, Waddell & Lovejoy, 2017
- Brachyhypopomus sullivani Crampton, de Santana, Waddell & Lovejoy, 2017
- Brachyhypopomus verdii Crampton, de Santana, Waddell & Lovejoy, 2017
- Brachyhypopomus walteri Sullivan, Zuanon & Cox Fernandes, 2013